# Bảng tổng sắp huy chương Thế vận hội Người khuyết tật Mùa đông 2018
Bảng tổng sắp huy chương Paralympic Mùa đông 2018 là danh sách các Ủy ban Paralympic quốc gia được xếp hạng theo số huy chương giành được trong Paralympic Mùa đông 2018, hiện đang được tổ chức tại huyện Pyeongchang, Hàn Quốc, từ ngày 9–18 tháng 3 năm 2018.

## Bảng huy chương
Bảng huy chương được dựa trên thông tin được cung cấp bởi Ủy ban Olympic Quốc tế (IOC) và phù hợp với quy ước của IOC trong các bảng huy chương được xuất bản của nó. Theo mặc định, bảng được sắp xếp theo số huy chương vàng mà các vận động viên từ một quốc gia đã thắng, nơi mà quốc gia là một thực thể được đại diện bởi Ủy ban Olympic Quốc gia (NOC). Số huy chương bạc được xem xét tiếp theo và sau đó là số huy chương đồng. Nếu vẫn còn có một ngang điểm sau đó, sau đó các quốc gia chia sẻ xếp hạng ngang điểm và được liệt kê bảng chữ cái theo mã NOC của họ.
| Hạng                | NPC                                | Vàng | Bạc | Đồng | Tổng số |
| ------------------- | ---------------------------------- | ---- | --- | ---- | ------- |
| 1                   | Hoa Kỳ                             | 13   | 15  | 8    | 36      |
| 2                   | Vận động viên Paralympic trung lập | 8    | 10  | 6    | 24      |
| 3                   | Canada                             | 8    | 4   | 16   | 28      |
| 4                   | Pháp                               | 7    | 8   | 5    | 20      |
| 5                   | Đức                                | 7    | 8   | 4    | 19      |
| 6                   | Ukraina                            | 7    | 7   | 8    | 22      |
| 7                   | Slovakia                           | 6    | 4   | 1    | 11      |
| 8                   | Belarus                            | 4    | 4   | 4    | 12      |
| 9                   | Nhật Bản                           | 3    | 4   | 3    | 10      |
| 10                  | Hà Lan                             | 3    | 3   | 1    | 7       |
| 11                  | Thụy Sĩ                            | 3    | 0   | 0    | 3       |
| 12                  | Ý                                  | 2    | 2   | 1    | 5       |
| 13                  | Anh Quốc                           | 1    | 4   | 2    | 7       |
| 14                  | Na Uy                              | 1    | 3   | 4    | 8       |
| 15                  | Úc                                 | 1    | 0   | 3    | 4       |
| 16                  | New Zealand                        | 1    | 0   | 2    | 3       |
| 16                  | Phần Lan                           | 1    | 0   | 2    | 3       |
| 16                  | Hàn Quốc                           | 1    | 0   | 2    | 3       |
| 19                  | Croatia                            | 1    | 0   | 1    | 2       |
| 20                  | Trung Quốc                         | 1    | 0   | 0    | 1       |
| 20                  | Kazakhstan                         | 1    | 0   | 0    | 1       |
| 22                  | Áo                                 | 0    | 2   | 5    | 7       |
| 23                  | Tây Ban Nha                        | 0    | 1   | 1    | 2       |
| 24                  | Thụy Điển                          | 0    | 1   | 0    | 1       |
| 25                  | Ba Lan                             | 0    | 0   | 1    | 1       |
| 25                  | Bỉ                                 | 0    | 0   | 1    | 1       |
| Tổng số (26 đơn vị) | Tổng số (26 đơn vị)                | 80   | 80  | 81   | 241     |